# Baṛe miyā̃ choṭe miyā̃ (film 1998)
Baṛe miyā̃ choṭe miyā̃ è un film del 1998 diretto da David Dhawan, con protagonisti Amitabh Bachchan e Govinda.
È ispirato a La commedia degli errori di William Shakespeare e a Bad Boys di Michael Bay.

## Trama
Arjun e Pyare sono due poliziotti legati dalla fama di imbranati. Arjun è ancora celibe nonostante l'età, mentre sua sorella Seema è innamorata di Pyare. Zorawar, un contrabbandiere d'armi e diamanti, si vede sfuggire una testimone oculare dei suoi loschi traffici, Madhu. Alla centrale di polizia, Pyare ascolta la testimonianza di Madhu, la consola e riaccompagna a casa, dove la ragazza però viene uccisa la notte stessa da Zorawar e i suoi uomini.
Neha, la migliore amica di Madhu, assiste all'omicidio e chiama la polizia per chiedere di Pyare, che la defunta le aveva descritto come una persona di fiducia. Quest'ultimo è altrove e al suo posto viene inviato Arjun che però, innamoratosi di Neha, decide di fingersi Pyare, arrivando fino a chiedere all'amico di fingersi lui di fronte a Neha a sua volta. Arjun decide di nascondere Neha in casa di Pyare per evitarle la stessa fine di Madhu, mandando Pyare a casa sua per proteggere la sua famiglia. La finzione regge finché Neha non incontra Seema e scoprono di essere entrambe innamorate della stessa persona, Pyare: il commissario Shyamlal, il superiore di Arjun e Pyare, chiarisce loro l'equivoco, con grande imbarazzo di Arjun.
A complicare le cose è l'arrivo in città dei ladruncoli Bare Miya ("Grande") e Chote Miya ("Piccolo"), sosia identici di Arjun e Pyare, ai quali, ignari, vengono attribuiti tutti i loro crimini. Shyamlal sorprende Bare e Chote nel quartiere a luci rosse e, credendoli i suoi sottoposti, li rimprovera, ricevendo un sacco di botte. Arjun e Pyare sono incaricati di scortare l'attrice di Bollywood Madhuri Dixit, ma Bare e Chote li precedono involontariamente, incontrando la diva e riempiendola di profferte indesiderate, affossando ulteriormente la reputazione dei due poliziotti. Anche Neha, alla ricerca di spiegazioni da parte di Arjun, cade vittima di questo scambio di identità, facendo involontariamente realizzare ai ladri la situazione. Arjun e Pyare accettano di sorvegliare il museo dov'è esposto il Koh-i-Noor per riguadagnarsi la fiducia di Shyamlal, ma Bare e Chote si spacciano per loro e, fattisi spiegare le debolezze dei sistemi d'allarmi dalle guardie, rubano il diamante con facilità. Arjun e Pyare vengono arrestati per il furto e Zorawar ne approfitta per rapire Seema, chiedendo in cambio Neha e il diamante.
In prigione, Arjun e Pyare vengono visitati da Bare e Chote, che gli confessano i loro misfatti e promettono di aiutarli a salvare Seema. Mentre i due ladri fanno da esca, Arjun e Pyare conducono la polizia al nascondiglio di Zorawar, che arresta lui e la sua banda. Bare e Chote ne vanno dopo essersi scusati con tutti i presenti per i guai causati. Degli uomini di Zorawar, tuttavia, si impadroniscono del cellulare della polizia che sta portando il loro capo in prigione. Bare e Chote, in cerca di un passaggio, salgono senza saperlo sul cellulare e, capita la verità, riescono a far finire nuovamente in manette Zorawar. A seguito di ciò, Shyamlal si offre di assumerli in polizia, dando loro il posto che era di Arjun e Pyare, mentre questi vengono retrocessi a dirigere il traffico.

## Produzione
Il film ha avuto un budget pari a 120 milioni di rupie. È stato il primo film di Bollywood ad essere girato a Ramoji Film City, i principali studi cinematografici di Tollywood.
La partecipazione di Madhuri Dixit alle riprese del numero musicale folk punjabi Makkhaṇā (ਮੱਖਣਾ) è nata dopo che Dhawan si era accorto di disporre contrattualmente da un'altra produzione ancora di quattro giorni con l'attrice.

## Colonna sonora
La colonna sonora del film è stata composta da Viju Shah. Udit Narayan ha cantato le parti di Govinda, mentre Amit Kumar e Sudesh Bhosle quelle di Bachchan.

### Tracce
Testi di Sameer, musiche di Viju Shah.
1. Udit Narayan, Sudesh Bhosle, Rakesh Pandit, Poonam Bhatia e coro – Baṛe miyā̃ choṭe miyā̃ – 5:57
2. Alka Yagnik, Udit Narayan e Amit Kumar – Makkhaṇā – 5:01
3. Udit Narayan, Amit Kumar, Anuradha Paudwal e Kavita Krishnamurthy – Detā jai jo re (Part 1) – 5:14
4. Udit Narayan, Sudesh Bhosle e coro – Assī cuṭkī nabbe tāl (Part 1) – 5:29
5. Alka Yagnik e Udit Narayan – Kisī disco mẽ jāẽ – 5:26
6. Jaspinder Narula e Sudesh Bhosle – Dhin tak dhin tak – 5:02
7. Alka Yagnik, Kavita Krishnamurthy, Udit Narayan e Sudesh Bhosle – Detā jai jo re (Part 2) – 5:14
8. Udit Narayan, Sudesh Bhosle e coro – Assī cuṭkī nabbe tāl (Part 2) – 1:53

Durata totale: 39:16

## Distribuzione
Il film è stato distribuito nelle sale cinematografiche indiane a partire dal 16 ottobre 1998.

## Accoglienza
Il film è stato un successo al botteghino, incassando 352,1 milioni di rupie e risultando il terzo film indiano di maggior incasso dell'anno.

## Remake
Il film ha avuto un rifacimento nel 2024 con lo stesso titolo, completamente diverso dall'originale ad eccezione del rapporto tra i due protagonisti e la presenza dei loro sosia. 